# Shigemori Maruyama
Pour les articles homonymes, voir Maruyama.
Shigemori Maruyama, né le 2 août 1967, est un nageur japonais.
Aux Jeux asiatiques de 1986  à Séoul, il est médaillé d'argent sur 100 mètres dos et médaillé de bronze sur 200 mètres dos. Il participe de plus aux Jeux olympiques d'été de 1988 à Séoul, sans atteindre de finale.
Il est le fils aîné de la joueuse de volley-ball Sata Isobe.